# Чернявський Олег Дмитрович
Олег Дмитрович Чернявський (біл. Алег Дзмітрыевіч Чарняўскі; нар. 25 листопада 1970, Ізмаїл, Одеська область, УРСР) — радянський та білоруський футболіст українського походження, півзахисник.

## Клубна кар'єра
На початку дорослої кар'єри виступав за команди КФК «Портовик» (Ізмаїл), «Дніпро» (Могильов) та «Будівельник» (Старі Дороги). У 1990 році почав грати за дублюючий склад мінського «Динамо», а з 1991 по 1998 роки виступав за основну команду мінчан. Загалом за столичний клуб Чернявський провів у вищих лігах СРСР та Білорусі 139 матчів та відзначився 15-ма голами. У 1999-2000 роках виступав за солігорський «Шахтар», а після п'ятирічної перерви в кар'єрі зіграв 8 матчів у другій лізі Білорусі за «Молодечно».

## Кар'єра в збірній
Дебют за національну збірну Білорусі відбувся 31 серпня 1996 року у кваліфікаційному матчі чемпіонату світу 1998 проти збірної Естонії. Усього Чернявський провів за збірну 7 матчів.

## Досягнення
- / Білоруська футбольна вища ліга
  -  Чемпіон (5): 1992, 1993/94, 1994/95, 1995, 1997
  -  Срібний призер (1): 1996

- / Кубок Білорусі
  -  Володар (2): 1992, 1993/94
  -  Фіналіст (2): 1995/96, 1997/98